# Tack och farväl (Vikingarna-låt)
Tack och farväl är en låt med Vikingarna från 2004 och är en avslutningslåt från bandet. Låten är skriven av Thomas Edström och Ulf Georgsson. Det var deras sista låt på Svensktoppen och låg där under åtta veckor mellan 20 juni och 8 augusti 2004. Låten finns med på deras samlingsalbum Bästa kramgoa låtarna från, och släpptes även som singel samma år.

## Fotnoter
1. ↑  https://www.nostalgilistan.se/vikingarna-278/tack-och-farval-2681
2. ↑  https://smdb.kb.se/catalog/id/001432039